# 섀캐르부라
섀캐르부라(아제르바이잔어: şəkərbura)는 아제르바이잔의 후식이다. 개암이나 아몬드, 호두 등 견과와 설탕을 소로 넣어 구워 내는 달콤한 페이스트리이며,  대표적인 노브루즈 음식이다.

## 같이 보기
- 만두과
- 셰르피라
- 셰케르파레
- 송편